# June Huh
June Huh, född 9 juni 1983 i Stanford, Kalifornien, är en amerikansk matematiker med koreansk familjebakgrund som 2023 är professor vid Princeton University. Tidigare var han professor vid Stanford University. Han tilldelades Fieldsmedaljen 2022 och ett MacArthur-stipendium 2022. Han har noterats för de kopplingar han har hittat mellan algebraisk geometri och kombinatorik.